# Rebel·lió de les Alpujarras
La Rebel·lió de les Alpujarras va ser un conflicte esdevingut a Espanya entre 1568 i 1571 durant el regnat de Felip II. L'abundant població morisca del regne de Granada es va alçar en protesta contra la Pragmàtica Sanció de 1567, que limitava les llibertats religioses i culturals d'aquesta població. Quan el poder reial va aconseguir vèncer als sublevats, al final es va decidir dispersar més de 80.000 moriscs procedents del regne de Granada per diversos punts de la península Ibèrica, per evitar que la seva concentració provoqués noves revoltes. Per la gravetat i la intensitat dels seus combats el conflicte també es coneix com la  Guerra de les Alpujarras, que incloent la sèrie de revoltes sota Ferran el Catòlic i sota Carles I van durar en total des del 1499 fins al 1571.

## Antecedents
Després de la conquesta de Granada de 1492, la població musulmana va tolerar inicialment els termes del Tractat de Granada: se'ls permetia romandre a les seves cases, ser jutjats d'acord amb les seves pròpies lleis, no es veurien obligats a convertir-se al cristianisme. No obstant això, al cap de poc temps, es van veure sota la pressió de convertir-se al cristianisme, i el descontentament creixent va provocar una revolta el 1499 a la ciutat de Granada i, ràpidament a l'any següent, dues revoltes més greus als pobles de muntanya de La Alpujarra, la regió per sota de Sierra Nevada. El mateix Ferran va dirigir un exèrcit a la zona. També hi va haver revoltes a les parts occidentals del Regne. La repressió de les forces catòliques va ser forta; amb l'episodi més violent que va tenir lloc a Laujar d'Andarax, on dos-cents musulmans van ser cremats a la mesquita local.
Aquestes revoltes van permetre als catòlics afirmar que els musulmans havien violat els termes del Tractat de Granada. Al llarg de la regió, els musulmans es van veure obligats a triar entre la conversió al cristianisme o l'exili. La gran majoria va triar la conversió i se'ls va conèixer com a "moriscs" o "nous cristians", tot i que la majoria van continuar parlant l'àrab andalusí i mantenien els seus costums moriscs
En la primera insurrecció es van apoderar de quasi totes les places fortes de la comarca i van fer incursions contra els cristians, pel que Ferran V manà contra els àrabs al Gran Capitán i al comte de Tendilla, posant-se més tard ell mateix al front de les tropes fins a dominar els rebels. Va acabar imposant-los la condició d'entregar fortaleses i armes i pagar-li un tribut de 50.000 ducats. Però la insurrecció restà latent, seguint l'aixecament d'algunes partides. Al cap d'un temps per contenir als sediciosos, l'Emperador Carles V va promulgar una rigorosa pragmàtica el 1526, que va donar un resultat contraproduent, ja que va arribar a fer aparèixer el 1560 nombroses partides armades per aquella serralada.

## Pragmàtica Sanció de 1567
Felip II, volent ser més enèrgic, va reproduir la pragmàtica de Carles I afegint-hi: ".. la prohibició absoluta als moriscs d'usar el seu idioma en públic i en privat, parlat i escrit; l'obligació de parlar el castellà, d'entregar al president de la Audiència tots els llibres aràbics, de suprimir els ritus, vestits, noms i costums; la destrucció dels seus banys, l'obligació de tenir les cases obertes i que les dones portessin la cara descoberta.."
Pedro de Deza, president de l'Audiència de Granada, va emetre un edicte proclamant la Pragmàtica Sanció el primer de gener de 1567 i va començar a fer-la complir. En els mesos següents els moriscs es van disposar a negociar a través dels seus representants, Jorge de Baeza i Francisco Núñez Muley, que van defensar que les tradicions perseguides per l'edicte no eren incompatibles amb la doctrina cristiana i que el comerç, principal activitat econòmica de la població morisca després de l'agricultura, es podia veure afectat, amb la consegüent disminució dels ingressos reials. Aquests arguments, que havien funcionat en negociacions similars en temps de Carles I, no van ser suficients en aquesta ocasió.

## La revolta
Els moriscs, creient arribada l'ocasió de treure's el jou cristià del damunt, es van alçar en armes dirigits per Fàraj-ibn-Faraj. Van proclamar rei, En Ferran de Còrdova i Valor, descendent dels Omeies, que al renegar del cristianisme va prendre el nom d'Abén Humeya.
En realitat durant l'època àrab els habitants de La Alpujarra (nom primitiu Ilipula), ja s'havien revoltat diverses vegades arribant en dues ocasions a declarar-se independents de l'Emirat de Còrdova, anomenant un rei propi. En l'últim període de la reconquesta els àrabs feren d'aquest territori el seu últim baluard, afavorits pel terreny crebantat, i després de la rendició de Granada van promoure repetides protestes, pacifiques o bel·licoses, contra la desconsideració amb què eren tractats.
Fàraj-ibn-Faraj es creia amb millor dret a ser rei en ser descendent dels Banu Sarraj, però va transigir per no provocar escissions, sent nomenat per Abén-Humeya agutzil major amb nombroses tropes de moriscs, mercenaris turcs i africans. Fàraj contra l'opinió d'Humeya, va portar la guerra a sang i foc. Felip II va enviar al marquès de Mondéjar contra els insurrectes, amb un exèrcit que va sortir de Granada el 1569, i un altre exèrcit més tard, en veure que la guerra no s'acabava, dirigit pel marquès de los Vélez. Van sorgir rivalitats entre aquests cabdills, donant lloc que la guerra es propagués a altres comarques.
Felip II llavors va enviar a En Joan d'Habsburg i Blomberg com a generalíssim i En Lluís de Requesens amb una esquadra per impedir als moriscs els auxilis per mar. L'èxit començà a decidir-se vers els cristians; el marquès de los Vélez conquerí les altures d'Ugíjar, derrotant Abén Humeya, que amb la resta de llurs hosts va haver de retirar-se a Sierra Nevada, on tractà de reorganitzar-se, però una conjuració el feu caure en poder dels cristians i fou penjat a la forca.
Els moriscs van prosseguir la guerra proclamant com a cap Abèn-Abó, que va iniciar una activa campanya prenent algunes places i arribant fins als carrers de Granada. La revolta amenaçava de propagar-se cap a Múrcia i València. Per impedir-ho en Joan d'Àustria va agafar personalment la direcció de les operacions fins que va obligar els rebels a refugiar-se en els terrenys més escarpats de la Alpujarra. Llavors va publicar una crida prometent el perdó als que es sotmetessin, sense que ho fes ningú, malgrat que ho havia promès el mateix Abèn-Abó. Davant la resistència passiva Joan d'Àustria va reiniciar la campanya amb tal empenta, que a finals de 1570 només quedaven uns 400 homes amb armes, amagats en les fragositats de la serra. Cansats d'aquesta vida, dos dels més íntims d'Abèn-Abó es van vendre als cristians, i aquest va ser assassinat apunyalat pels seus seguidors, a una cova de Bérchules, el març de 1571, entregant el seu cadàver a Granada. D'aquesta manera es va acabar la guerra.

## Conseqüències
Els moriscs de Granada que van sobreviure van ser dispersats, per imposició dels vencedors, cap a altres llocs de la Corona de Castella, especialment cap a Andalusia Occidental i Castella, per evitar una altra revolta. Però el final real va ser el 1609 quan Felip III va decretar la total expulsió dels moriscos espanyols.